# Ankistrodesmus
Ankistrodesmus, rod zelenih algi u porodici Selenastraceae. Sastoji se od 25 priznatih vrsta

## Vrste
1. Ankistrodesmus acerosus Komárek & Comas González
2. Ankistrodesmus antarcticus Kol & E.A.Flint
3. Ankistrodesmus arcticus Prescott
4. Ankistrodesmus arcuatus Korshikov
5. Ankistrodesmus bernardensis Chodat & Oettli
6. Ankistrodesmus bernardii Komárek
7. Ankistrodesmus chlorogonioides Guglielmetti
8. Ankistrodesmus cucumiformis J.H.Belcher & Swale
9. Ankistrodesmus densus Korshikov
10. Ankistrodesmus dulcis Playfair
11. Ankistrodesmus extensus Korshikov
12. Ankistrodesmus falcatus (Corda) Ralfs
13. Ankistrodesmus fasciculatus (Lundberg) Komárková-Legnerová
14. Ankistrodesmus fractus (West & G.S.West) Collins
15. Ankistrodesmus fusiformis Corda - tipična
16. Ankistrodesmus marinus Butcher
17. Ankistrodesmus mucicola (Hustedt) Teiling
18. Ankistrodesmus nivalis Chodat ex Brunnthaler
19. Ankistrodesmus quaternus West & G.S.West
20. Ankistrodesmus selenastrum West
21. Ankistrodesmus sigmoideus (Rabenhorst) Brühl & Biswas
22. Ankistrodesmus spiralis (W.B.Turner) Lemmermann
23. Ankistrodesmus spirochroma Reverdin
24. Ankistrodesmus stipitatus Komárková-Legnerová
25. Ankistrodesmus tortus Komárek & Comas González